# Iglesia de Santa Bárbara (Tsumeb)
La Iglesia de Santa Bárbara o la Iglesia católica de Santa Bárbara (en inglés: St. Barbara Catholic Church) es una iglesia católica en el centro de la localidad de Tsumeb, en la región de Oshikoto, Namibia. Construida en 1914, la iglesia está dedicada a Santa Bárbara, patrona de los mineros, ya que la economía de Tsumeb se basa en la minería. En la década de 2000, la Iglesia dominaba la vista del centro de Tsumeb. Fue construida por las autoridades coloniales alemanas de la África del Sudoeste. Desde la fundación de la iglesia en el año 1914 hasta 1927, funcionó como la única iglesia operativa en la ciudad minera.